# Pierre-Victor-Auguste Morillon
Pierre-Victor-Auguste Morillon (28 février 1757, Villiers-le-Bel - 6 février 1839, Paris), est un homme politique français.

## Biographie
Propriétaire à Villiers-le-Bel et commandant du bataillon de la garde nationale de cette commune, il était administrateur du département de Seine-et-Oise, conseiller d'arrondissement et maire de Villiers-le-Bel. Il fut, le 13 mai 1815, élu représentant à la Chambre des Cent-Jours, par l'arrondissement de Pontoise. Il ne fit pas partie d'autres législatures.

## Sources
- « Pierre-Victor-Auguste Morillon », dans Adolphe Robert et Gaston Cougny, Dictionnaire des parlementaires français, Edgar Bourloton, 1889-1891 [détail de l’édition]